# Nokia Networks
A Nokia Networks (korábban Nokia Solutions and Networks, Nokia Siemens Networks) egyike a világ legnagyobb, telekommunikációs megoldásokat szolgáltató cégeinek. A cég Nokia Networks néven a Nokia hálózati üzletágának (Network Business Group), valamint a Siemens AG COM divíziójának (kivéve a nagyvállalati üzletágat) az egyesüléséből jött létre.
Az új cég megalakulását 2006. június 19-én jelentették be és ténylegesen 2007. április 1-jén indították útjára.
2011-ben a cég egy újabb összeolvadás során megvásárolta a Motorola hasonló profilú részét, de a tranzakció, azaz 2011. május 1. után is változatlan néven működött tovább.
2013-ban a Nokia kivásárolta a Siemens tulajdoni hányadát, ettől kezdve a cég neve Nokia Solutions and Networks.